# Agave funkiana
Agave funkiana là một loài thực vật có hoa trong họ Măng tây. Loài này được K.Koch & C.D.Bouché mô tả khoa học đầu tiên năm 1860.

## Hình ảnh

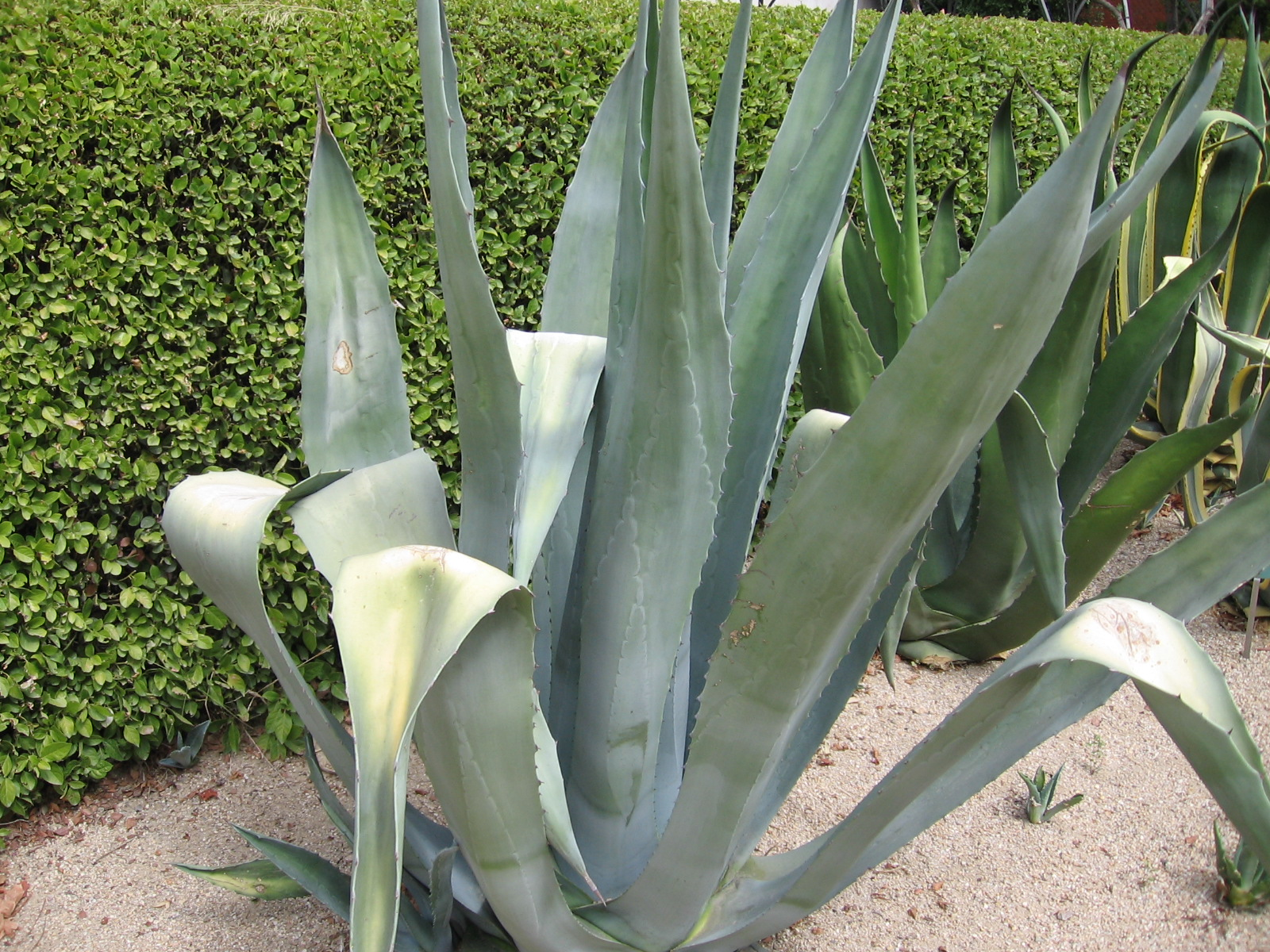
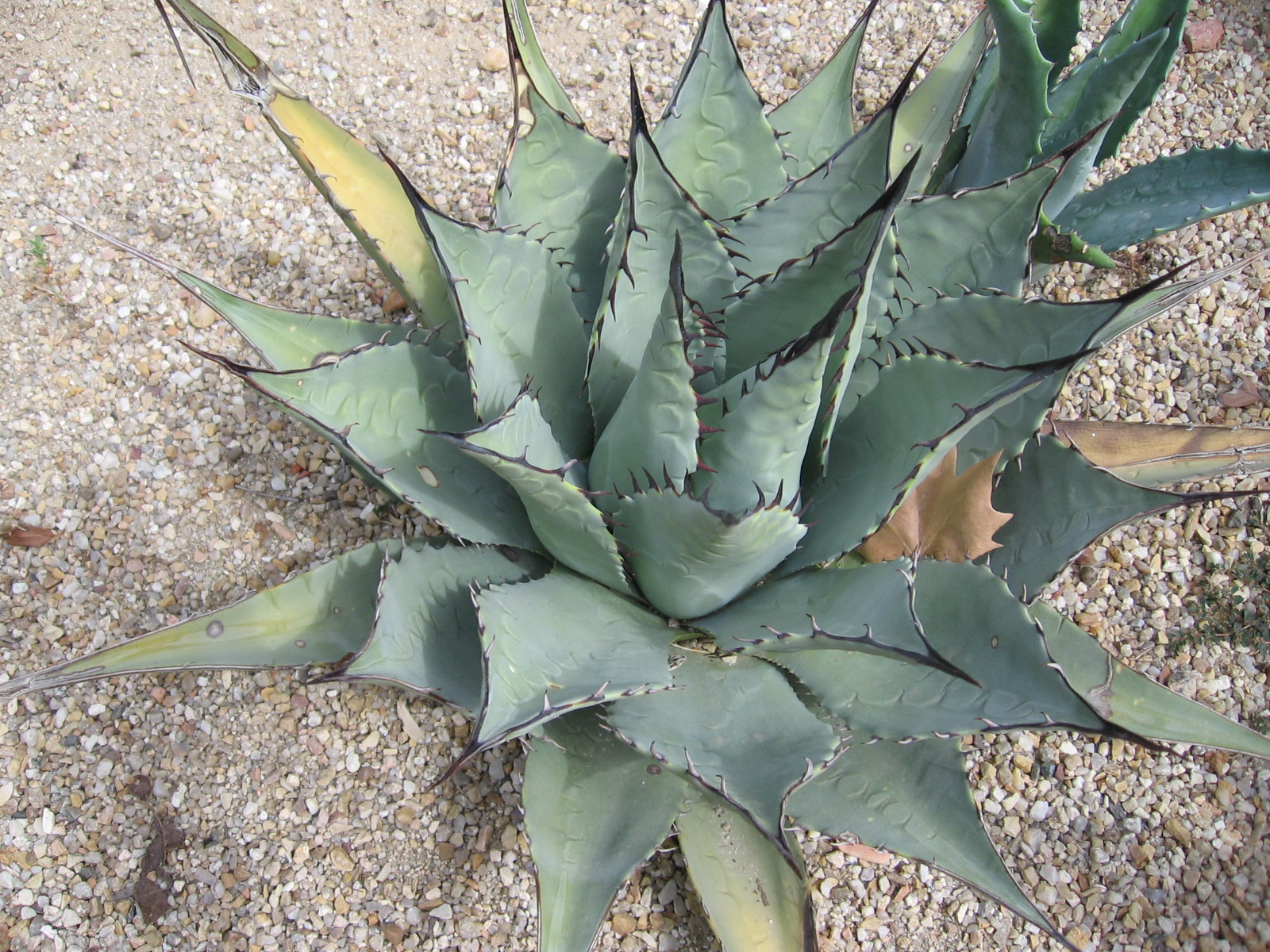
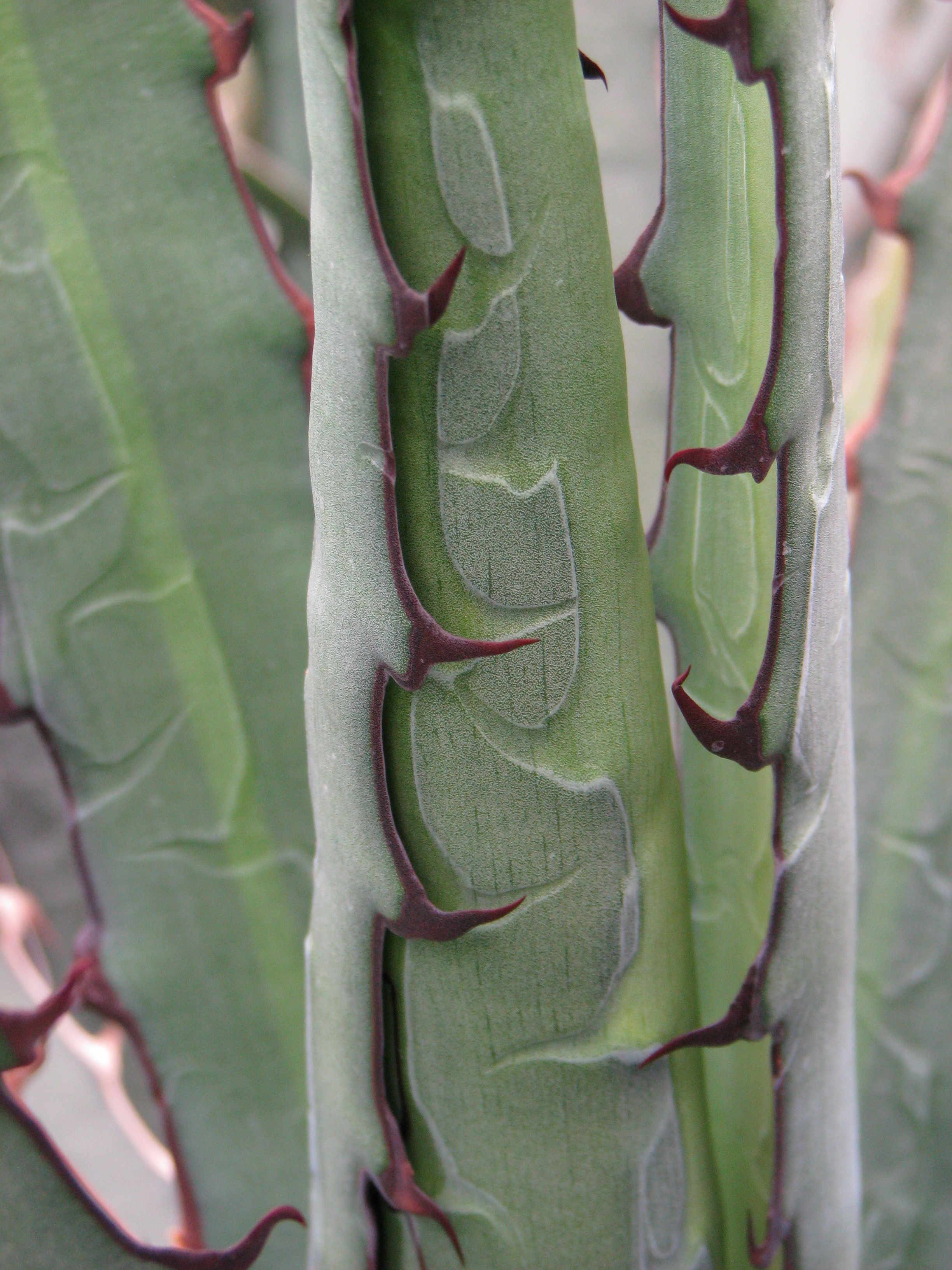
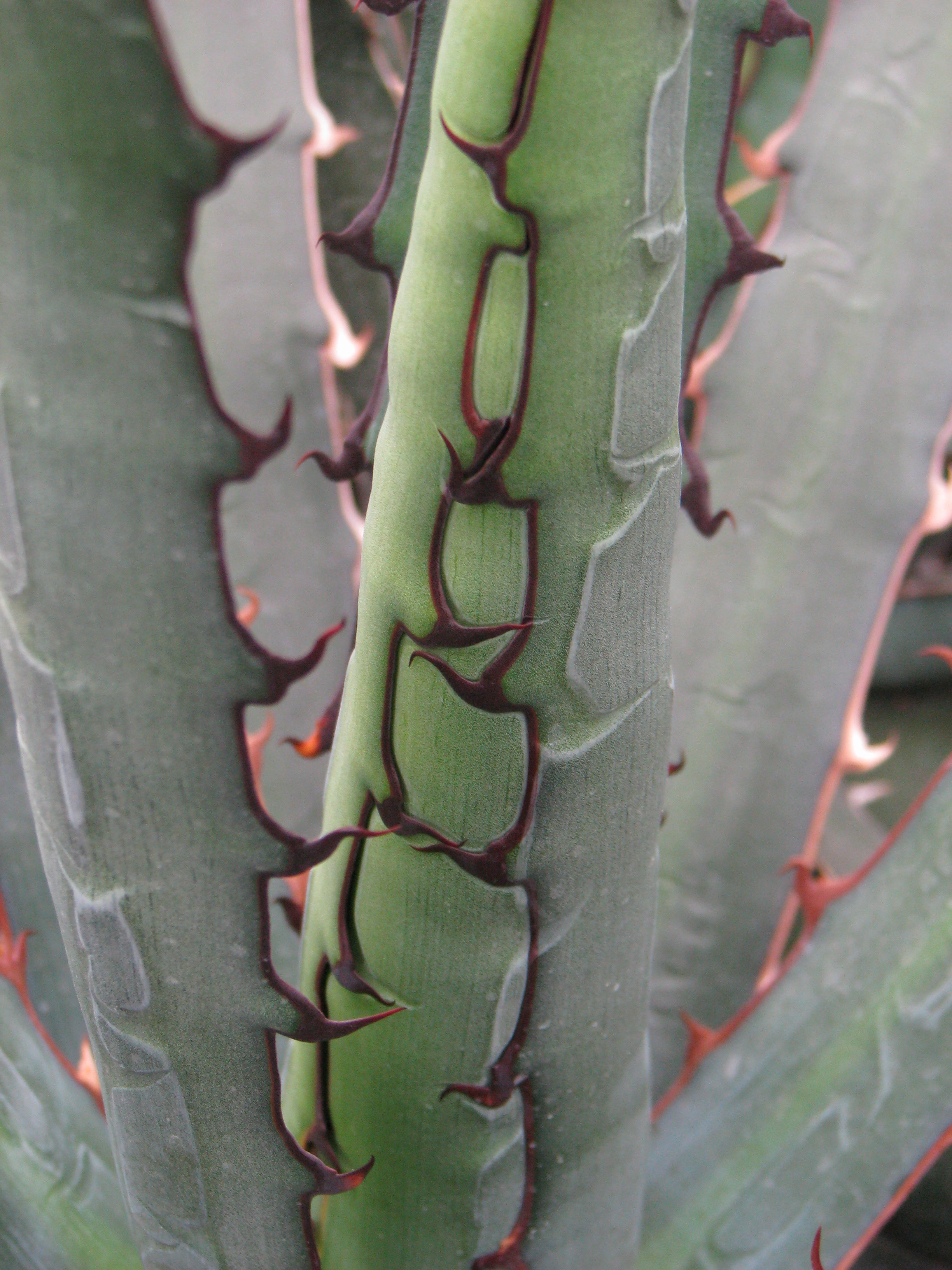